# Скачущий Джон
«Ска́чущий Джон» (англ. hoppin' John) — традиционное блюдо кухни южных штатов США, приготовляемое из вигны, риса, рубленого лука и ломтиков бекона, приправленных острым перцем, солью и чесноком.
История «скачущего Джона» восходит ко временам рабства в США. Основной его ингредиент, вигна, был в те времена широко распространён в Западной Африке. Поэтому блюдо на его основе было легко доступно конголезским рабам, завозимым в США. Существуют также версии, согласно которым блюдо появилось благодаря сенегальским и нигерийским мусульманам, готовившим его с применением вяленой говядины, либо благодаря индейцам-семинолам.
Относительно происхождения названия блюда нет точных данных. По одной версии, оно происходит от французского словосочетания pois pigeons [pwapiˈʒɔ̃] (голубиный горох), по другой — от мадагаскарского произношения словосочетания на хинди bahatta kachang, означавшего горох.
«Скачущего Джона» принято употреблять 1 января. Считается, что блюдо способствует богатству и удаче в новом году. Бобы призваны символизировать монеты, зелень — долларовые купюры, а подаваемый к блюду маисовый хлеб — золото. Остатки «скачущего Джона» называются «прыгающая Дженни» (англ. skippin' Jenny), они символизируют бережливость хозяев; поедание остатков, согласно поверью, даёт больше шансов разбогатеть в наступившем году.